# Ringwallanlage Oberburghof
Die Ringwallanlage Oberburghof ist eine Ringwallanlage aus dem Früh- oder Hochmittelalter nahe der Ortschaft Oberburghof in Hückeswagen.
Die Höhenburg befindet sich auf einem Burgberg im Waldgebiet der Mul. Der Ringwall, auch Borberg genannt, liegt bei 236 m ü. NN auf einer Bergzunge, die nach drei Seiten in Siefen abfällt. Das ansteigende Gelände nach Nordosten ist durch drei Wälle mit vorgelegten Gräben abgeriegelt. Möglicherweise, aber nicht nachgewiesen, besteht ein Zusammenhang mit der nahe gelegenen Erzverhüttung im Gebiet der Mul.
1970 wurden 30 m² ausgegraben. Keramikscherben belegen, dass die Anlage im 11. bis 12. Jahrhundert benutzt wurde. In einem Artikel des Heimatkalenders von 1973 schreiben W. Janssen, A. Herrnbrodt und K. Grewe zur Entstehung der Ringwallanlage: „Man darf also vermutlich davon ausgehen, dass der Ringwall auf dem Burgberg bei Oberburghof, wie übrigens auch die Eifgenburg, im 11. Jahrhundert erbaut worden ist.“ Die Autoren nehmen also an, dass die Scherben die Erbauung der Anlage datieren, was nach heutigen Maßstäben nicht in dieser Form haltbar ist. Mit dem Fund der Scherben lässt sich lediglich die Nutzung nachweisen. Wann die Anlage entstanden ist, ist nach wie vor unklar.  

## Ansichten

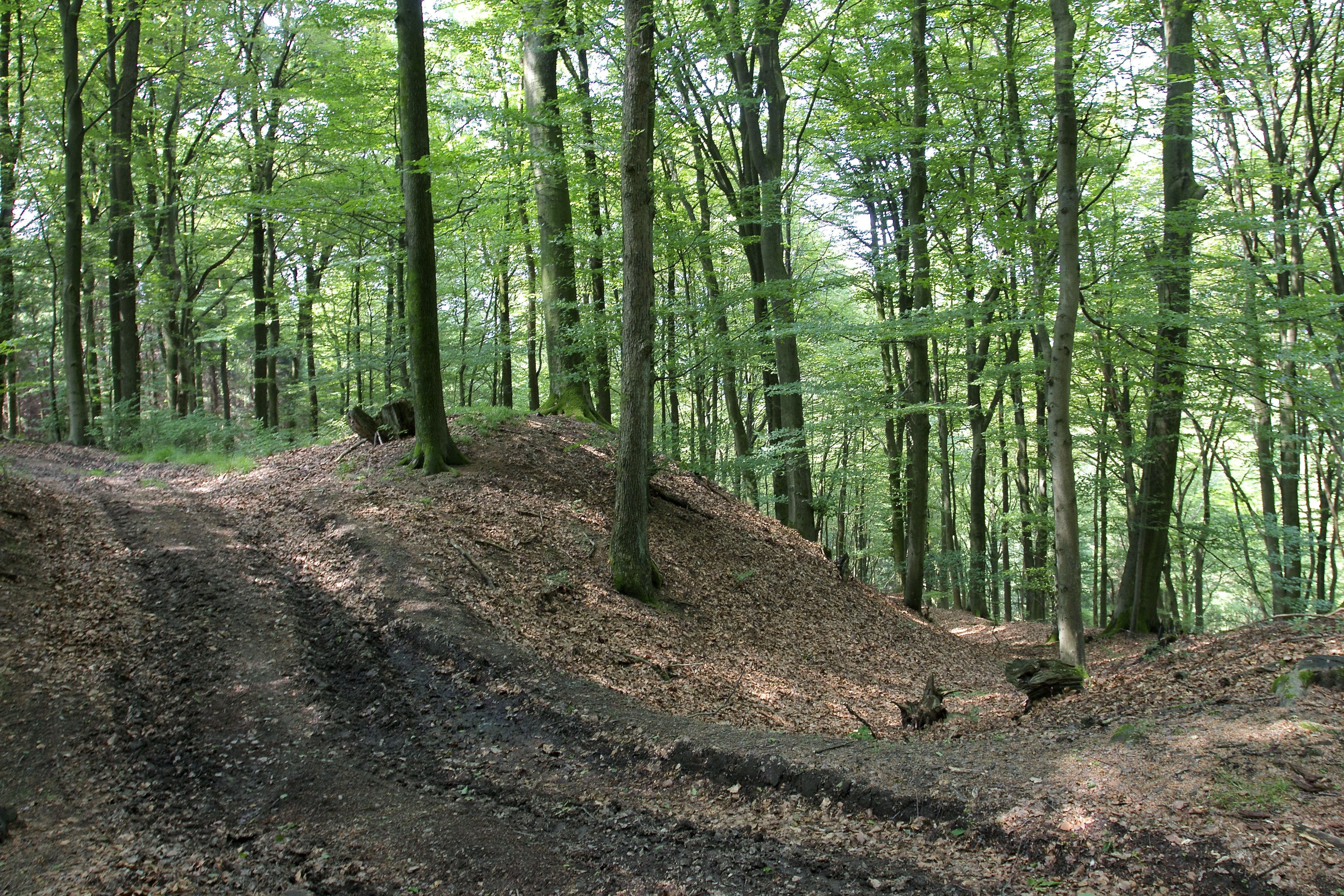
Ringwallanlage Oberburghof Burggraben rechts vom Eingang
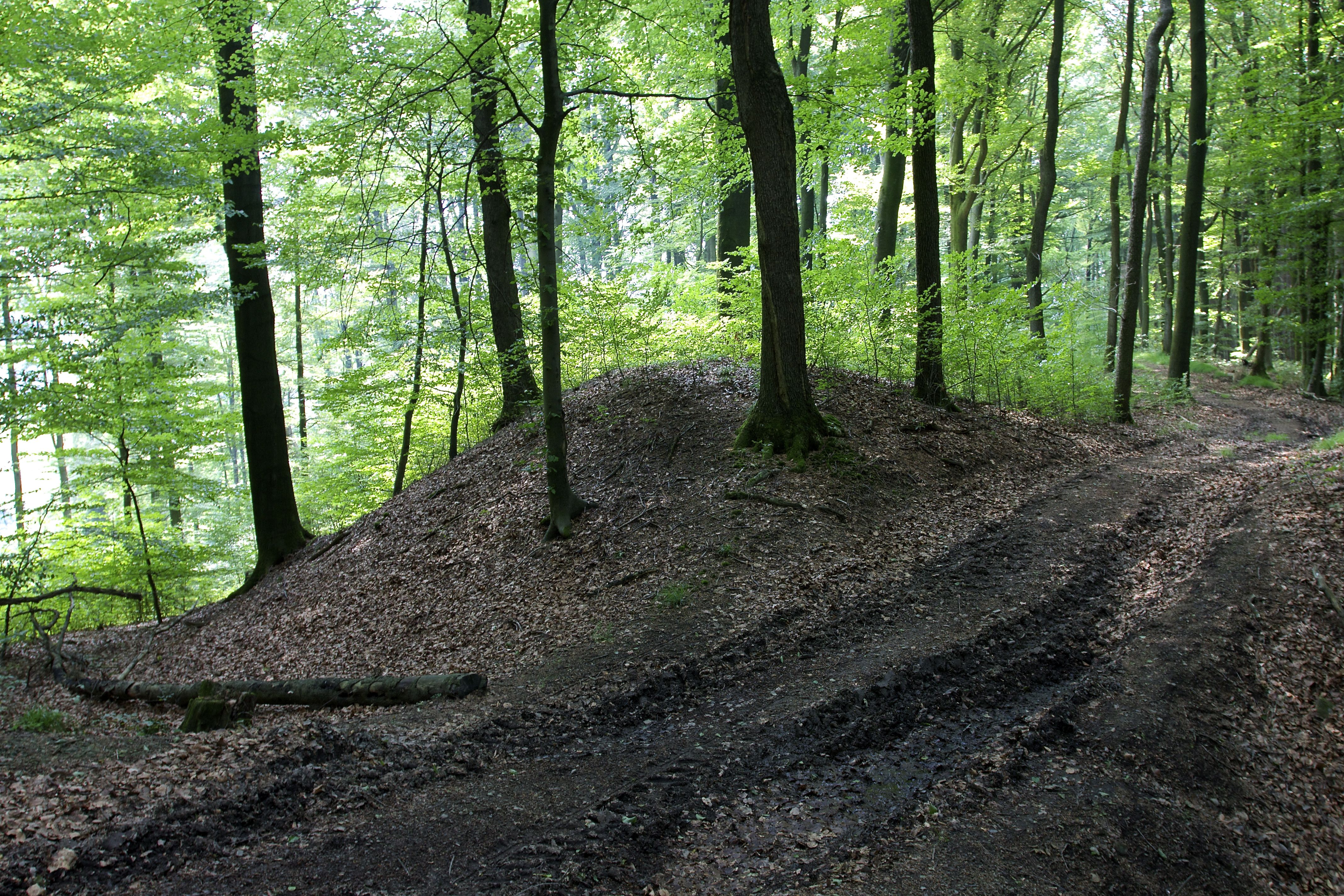
Ringwallanlage Oberburghof Burggraben links vom Eingang
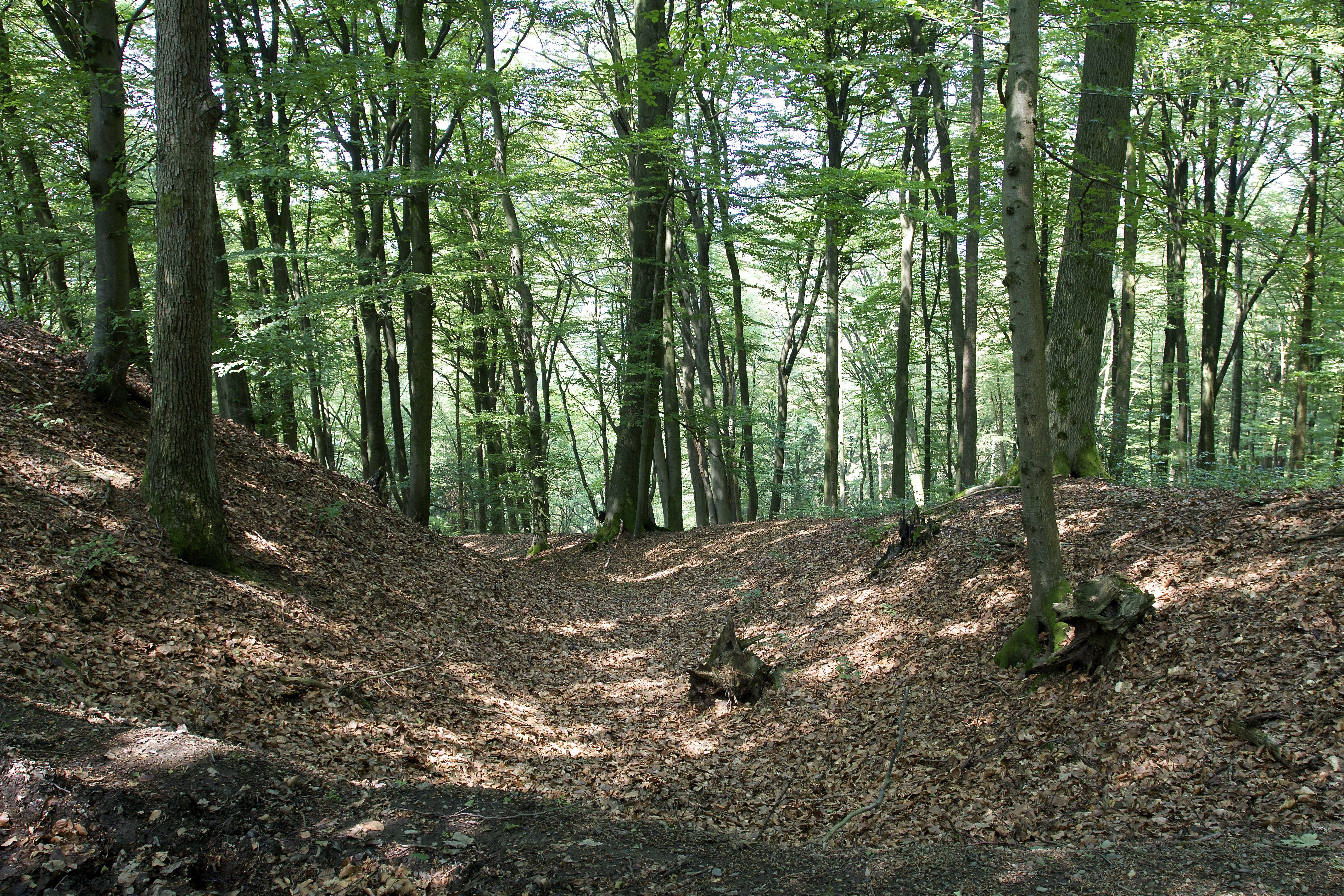
Ringwallanlage Oberburghof Blick in den Burggraben rechts vom Eingang
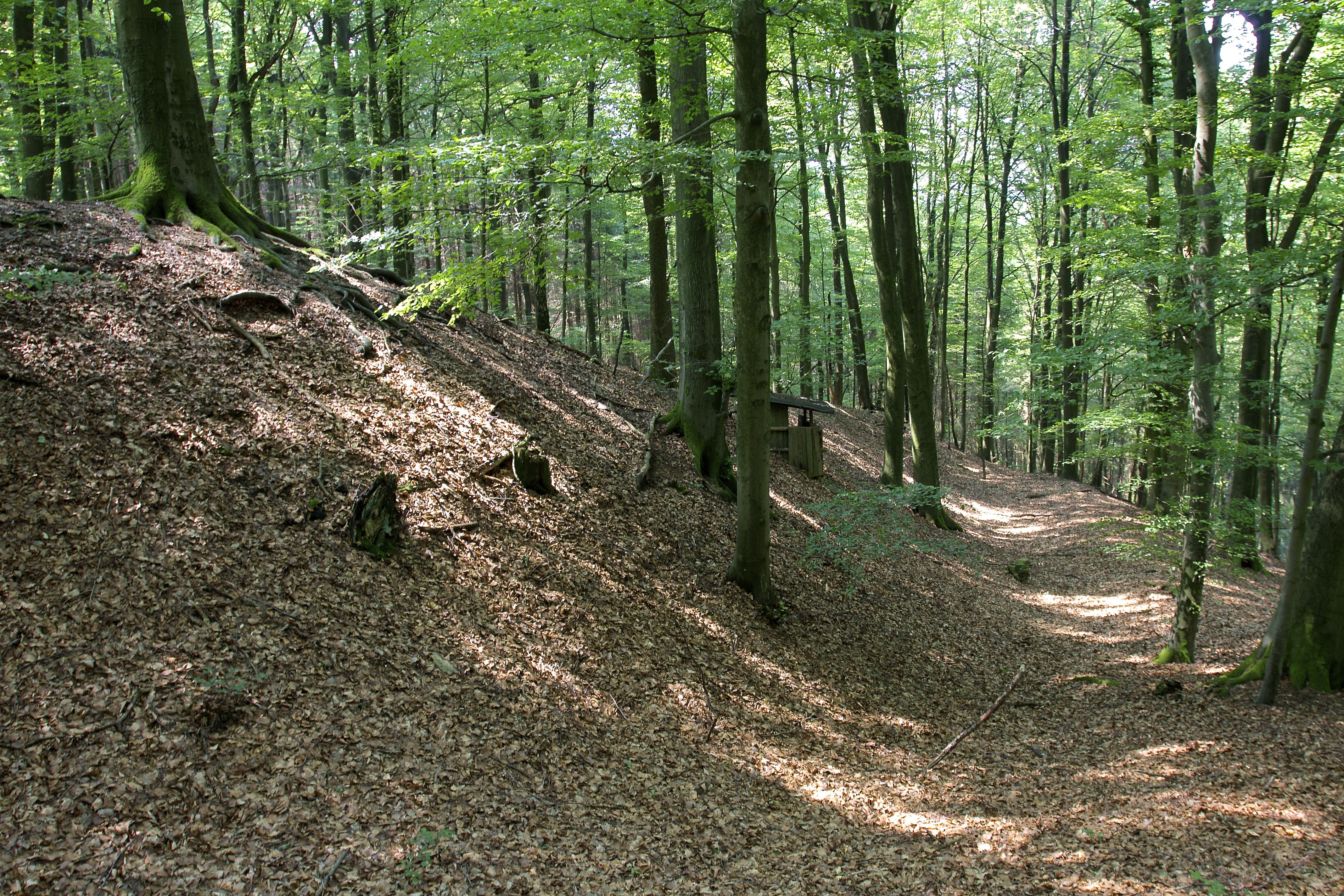
Ringwallanlage Oberburghof, Verlauf des Burggrabens
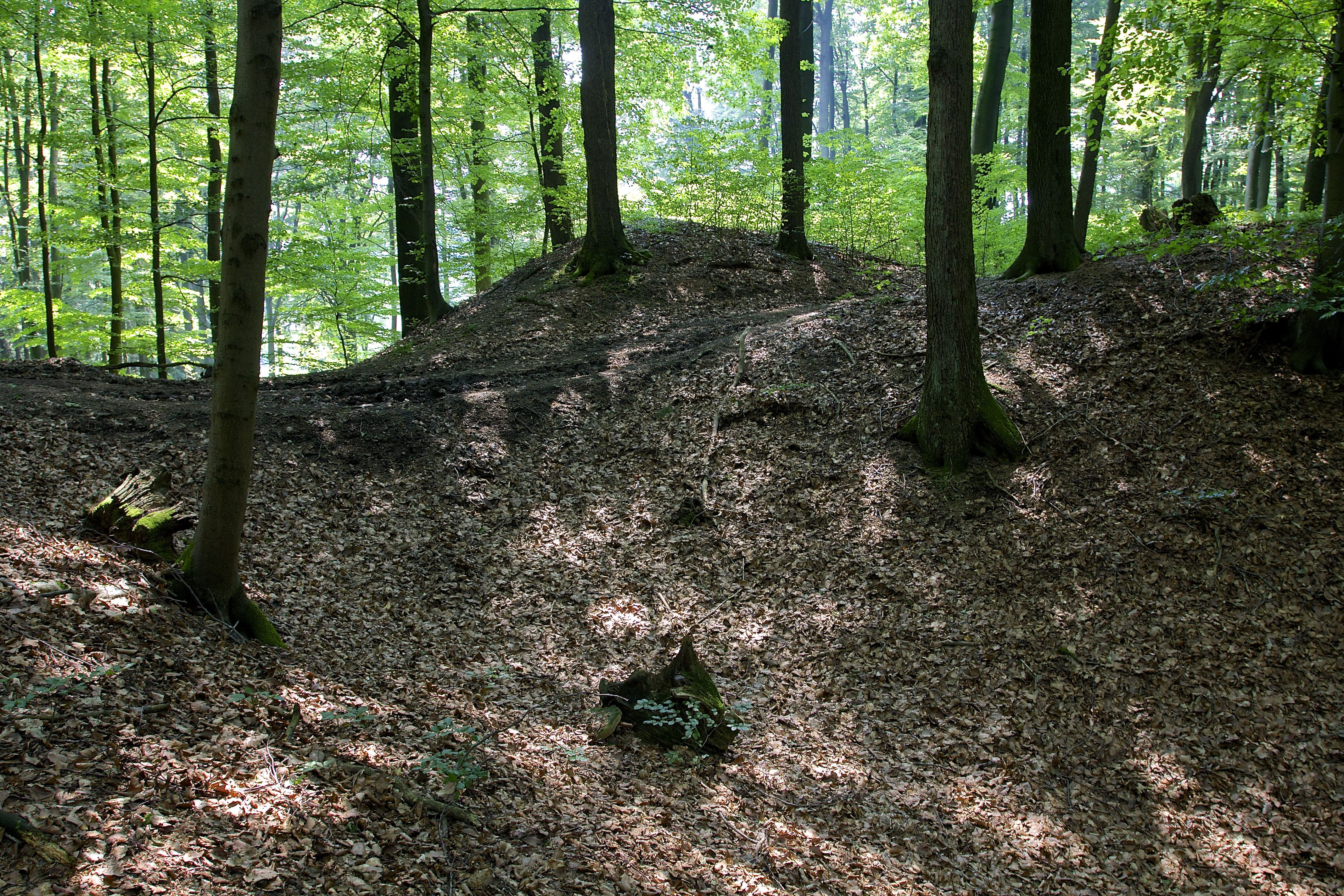
Ringwallanlage Oberburghof, Blick aus dem Burggraben auf den Eingang
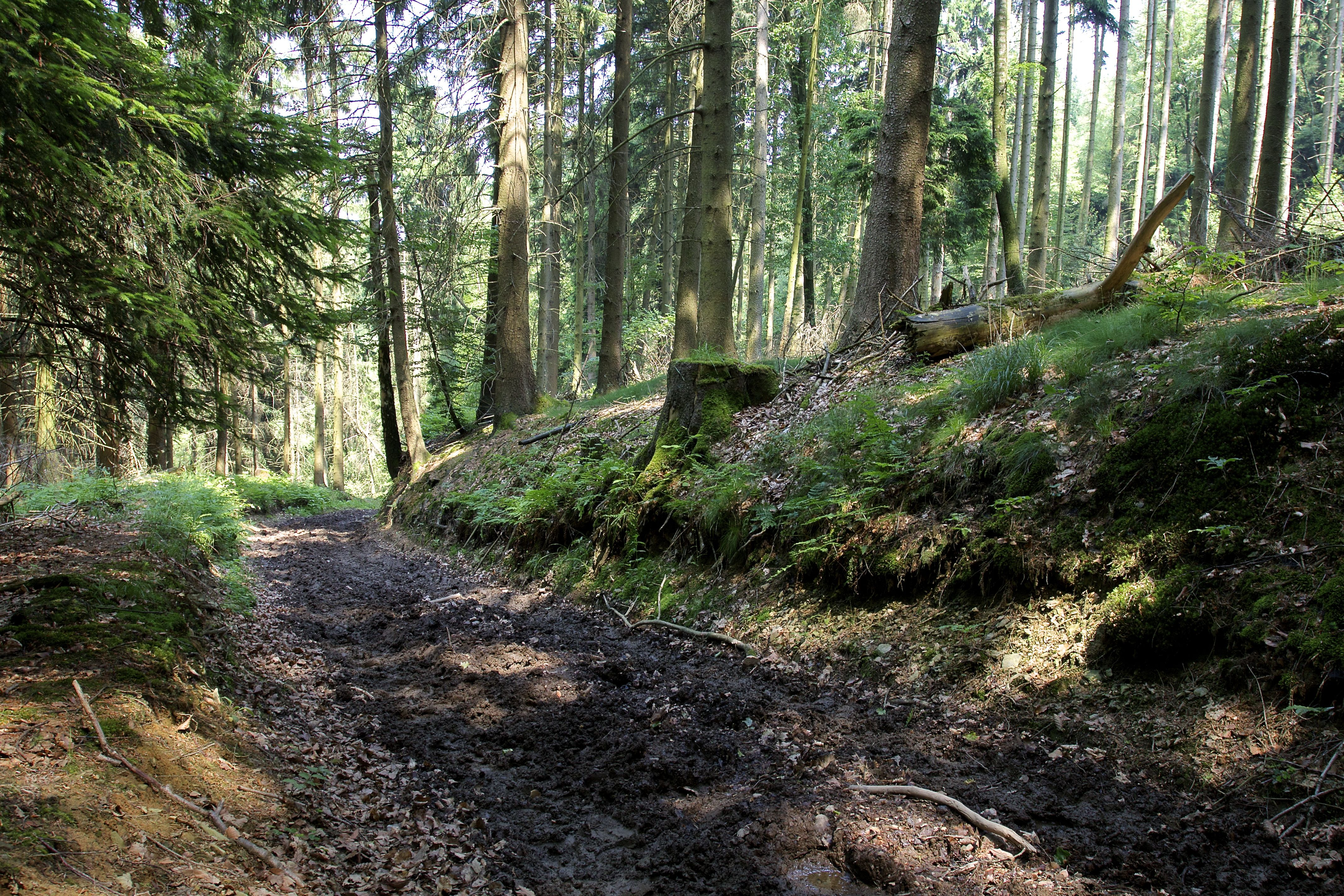
Ringwallanlage Oberburghof, Zugang
- 3D-Modell der Ringwallanlage